# Nigg Stone
Der Nigg Stone oder auch Stone of Nigg ist eines der steinernen Monumente aus der Zeit der Pikten, wie sie in größerer Zahl im Norden Schottlands anzutreffen sind. Er steht in der ehemaligen Pfarrkirche des Weilers Nigg, gelegen auf der gleichnamigen Halbinsel an der Südostküste der Council Area Highland und gilt als eines der aufwendigsten und am besten ausgearbeiteten Exemplare seiner Art.

## Geschichte
Als Entstehungszeit des Steines wird die zweite Hälfte des achten Jahrhunderts angenommen. Wo der Stein seinerzeit aufgestellt wurde, ist unbekannt. Die ältesten dokumentarischen Quellen nennen als Standort den direkt an die Pfarrkirche von Nigg angrenzenden Friedhof und dort vermutlich im Eingangsbereich. An dieser Stelle war er im Jahre 1727 zu finden, denn damals wurde er durch einen starken Sturm umgeworfen. Anschließend wurde er direkt an der Kirche, an die Giebelseite angelehnt, aufgestellt.
Dort befand er sich noch, als Charles Cordiner den Stein in den 1780er Jahren aufsuchte. Cordiner, ein Priester aus Banff, der sich außerdem als Landschaftsmaler, Zeichner, Illustrator und Altertumsforscher betätigte, hatte bereits einige Jahre zuvor die Gegend bereist und bei dieser Gelegenheit den Stein von Hilton of Cadboll (wieder)-entdeckt. Von ihm stammt die erste bekannte Beschreibung und auch eine von ihm angefertigte und von Peter Mazell gestochene Zeichnung, zumindest der einen Seite, aus dem Jahre 1788.
Einige Jahre später wurde versucht, den Stein umzustellen, da er dem Zugang zur Grablege einer der lokalen Clanfamilien, der Ross of Kindean, im Wege stand. Hierbei brach das Oberteil ab, ein kleineres Stück fehlt seither. Der Stein wurde anschließend kopfüber aufgestellt. In diesem Zustand fand ihn Charles Carter Petley, der ebenfalls eine Zeichnung, diesmal von beiden Seiten anfertigte, um 1811 vor. In den folgenden Jahren ging das Unterteil des Oberstückes, auf dem ein sogenanntes Pictish Beast abgebildet war, verloren, denn als der Stein um 1855 erneut, diesmal von Andrew Gibb, skizziert wurde, fehlte es bereits. Das Teil wurde im Jahre 1998 in einem nahegelegenen Bachbett wiederentdeckt. Die Fundumstände lassen vermuten, dass es absichtlich weggeworfen worden war. Es wird heute im Museum in Tain aufbewahrt.
Auf das Betreiben von John Romilly Allen (1847–1907), der Ende des 19. Jahrhunderts für sein, gemeinsam mit Joseph Anderson (1832–1916) veröffentlichtes Standardwerk Early christian monuments of Scotland alle entsprechenden Objekte aufnahm, bekam der Stein einen geschützten, mit einem kleinen Gitter abgetrennten Bereich eingerichtet. Das Oberteil wurde direkt auf das Unterteil aufgesetzt, beide mit stählernen Klammern verbunden, das Ganze dann mit einer Stahlstange fixiert. Später wurde die Stange wieder entfernt und ein künstliches Zwischenstück eingesetzt, um die ursprünglichen Dimensionen besser darstellen zu können.
Heute steht der Stein in der zum Museum umfunktionierten Kirche und kann dort besichtigt werden. Kirche und Stein liegen am Pictish Trail, einer Touristenstraße des Highland Councils, mit der Interessierten an siebzehn Stationen die Kultur der Pikten näher gebracht werden soll. Im Juli 2012 kam der Stein in eine Werkstatt in Edinburgh, wo er restauriert wurde. Seit 1925 ist der Stein in der von Historic Scotland geführten Liste der Scheduled Monuments eingetragen. Er steht somit unter Denkmalschutz.

## Beschreibung

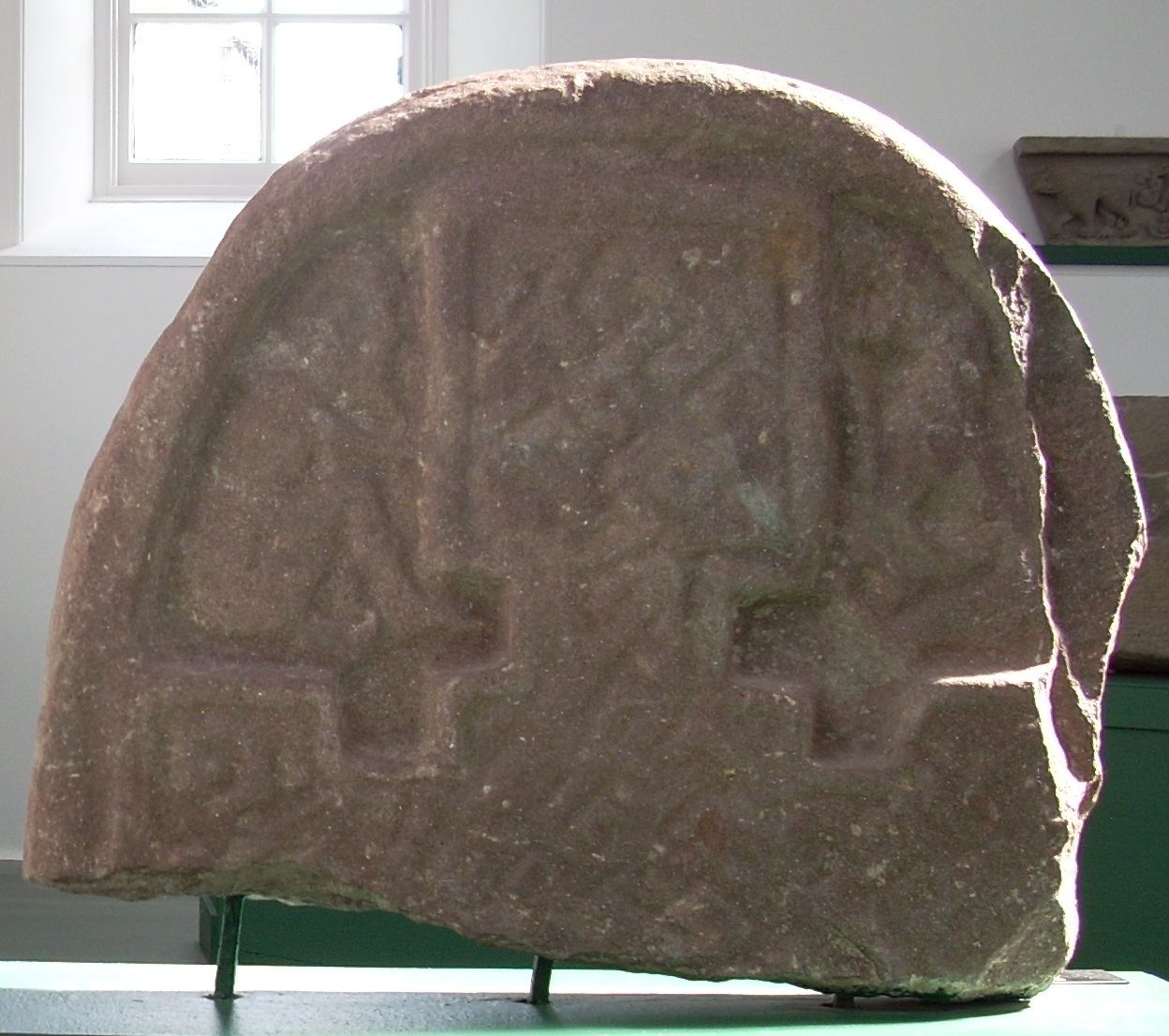
Meigle, Nr. 7

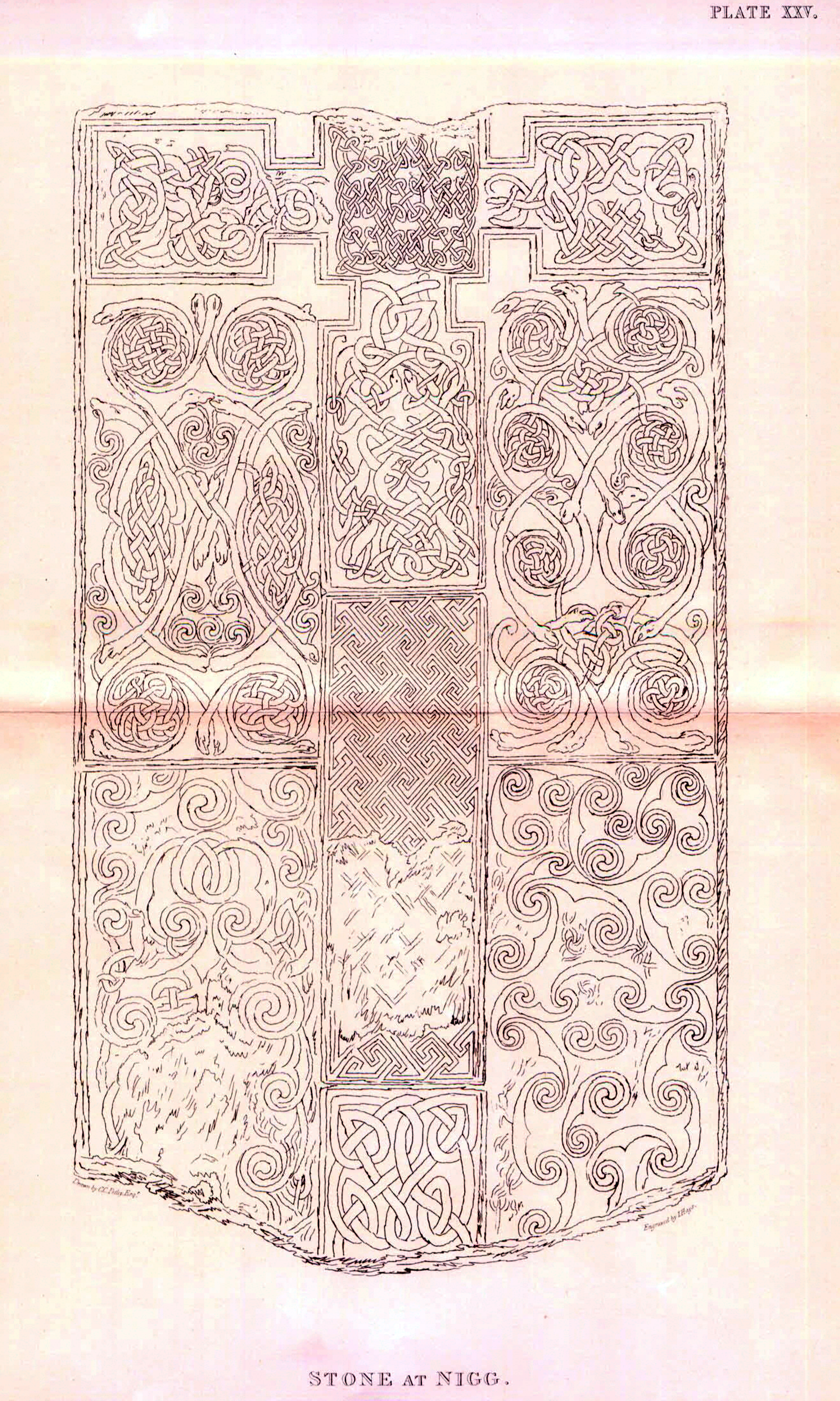
Kreuzseite, Petley (1812)

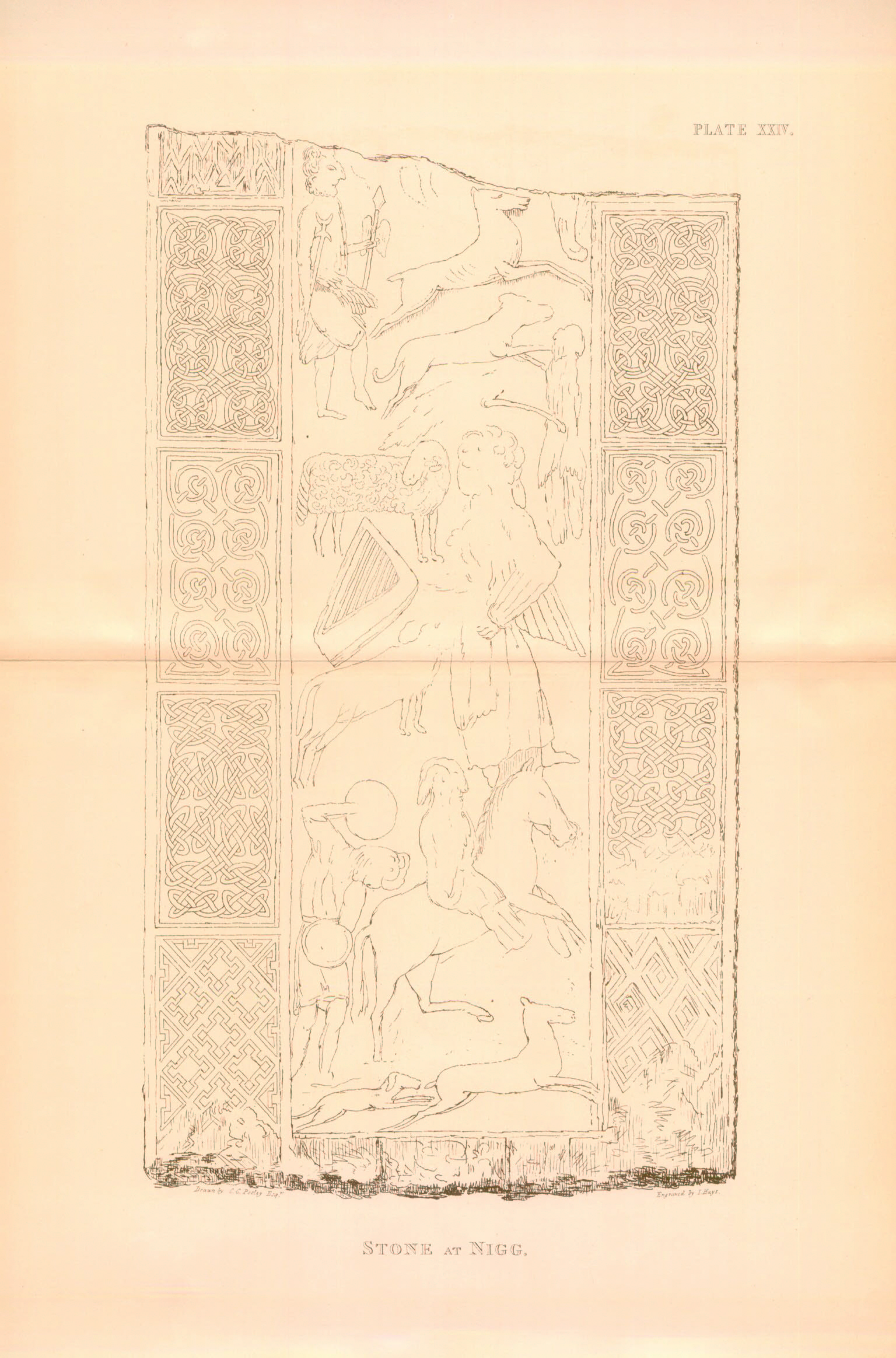
Piktische Seite, Petley (1812)

Der Stein ist etwa 2,2 Meter hoch und einen Meter breit, aus dem in der Gegend im Untergrund vorherrschenden Old-Red-Sandstein hergestellt und mit reliefartigen Darstellungen und Ornamenten versehen. Beide Seiten sind streng geometrisch in Felder aufgeteilt. Das auf der einen Seite dargestellte Kreuz mit seinen schmäleren Stegen, die den zentralen Bereich mit den Enden verbindet, gleicht anderen Steinen wie denen von Iona, Kirriemuir, Meigle oder Monifieth. Die, eine räumliche Tiefe vermittelnde, halbkugelige Ornamentik ist von einer Zeichnung aus den Lindisfarne Gospels bekannt. Weitere Ähnlichkeiten bestehen zu den Hochkreuzen aus Irland. Vergleichbares gilt auch für die in nur wenigen Kilometern Entfernung aufgestellten Monumentalsteine von Hilton of Cadboll und Shandwick. Untersuchungsergebnisse zwischen 1991 und 2007 vorgenommener Ausgrabungen eines bis dahin nicht bekannten piktischen Klosters bei Portmahomack, knapp zwanzig Kilometern nordöstlich von Nigg, lassen ebenfalls eine gemeinsame Herkunft der drei Steine vermuten.
Die Szenerie im Giebelteil lässt sich interpretieren als Darstellungen aus dem Leben des Wüstenvaters Paulus. Er und Antonius beim gemeinsamen Schriftstudium; der von oben kommende Vogel, der das Brot besorgte; die beiden Palmen, welche ihm in seiner Wüstenbehausung Schutz boten; die beiden Löwen, welche Paulus nach dessen Tode in der Wüste vergraben haben sollen. Alles so, wie es Hieronymus in der von ihm verfassten Legende des Paulus erzählt hatte. Alternativ käme auch eine Begebenheit aus dem Leben des Columban in Betracht, in der er, wie in der von Adomnan verfassten Hagiographie geschildert, von Cronan, einem Bischof aus dem irischen Munster, aufgefordert wurde, mit ihm gemeinsam das Brot zu brechen. Die beiden Hunde unter dem Tisch könnten Bezug nehmen auf (Mk 7,28 ), wonach auch für sie etwas abfallen solle von dem Brot, das daran gegessen werde.
Auch die untere Szene zeigt christlichen Bezug. Zu sehen ist David, in der frühchristlichen Ikonographie der britischen Inseln oftmals als Symbol für Jesus an sich und zu identifizieren durch die Attribute eines Schafes und einer Harfe. Weitere Personen und eine Reihe von Tieren lassen die Darstellung einer Jagd vermuten. Die Szenerie ähnelt derjenigen auf dem sogenannten Sarkophag von St. Andrews, gefunden in der Kathedrale der gleichnamigen Stadt, der ebenfalls aus der piktischen Periode stammt. Möglicherweise stellen auch diese Menschen David dar, der mit einem Löwen kämpft oder einfach allgemein für Schutz sorgt. Jagdähnliche Szenen sind aber generell häufig auf Steinen dieser Periode zu sehen.
Im unteren Bereich werden zwei weitere Personen gezeigt. Die eine trägt in jeder Hand jeweils einen kreisrunden Gegenstand, möglicherweise ein Tympanon. Sie ist mit geneigtem Kopf der anderen, auf einem Pferd sitzenden Figur zugewandt, welche durch ihren Damensitz als weiblichen Geschlechts einzuordnen wäre. Die Konstellation wirkt wie eine Darstellung aus dem altgriechischen und später altrömischen Kybele-Kult.
Auffällig ist, dass aus dem reichen Formenschatz der piktischen Symbole keine der geometrischen Figuren gezeigt wird. Einzig das sogenannte Pictish Beast ist eindeutig diesem zuzuordnen, möglicherweise auch der darüber gezeigte Greifvogel.
Da der Stein sowohl christliche Motive als auch, mit dem Pictish Beast, zumindest eines der klassisch piktischen Symbole zeigt, wird er gemäß der bei den piktischen Steinen verwendeten Klassifikation in Klasse 2 eingeordnet. Er ist somit sowohl ein Piktischer Symbolstein als auch eine Kreuzplatte. Auf der Seite mit der Jagdszenerie ist er deutlich stärker beschädigt als auf der Kreuz-Seite. Dies lässt vermuten, dass hier irgendwann vergeblich versucht wurde, diese Darstellungen abzumeißeln, um sie durch eine zeitgenössische Inschrift zu ersetzen und den Stein als Grabstein oder -platte wieder zu verwenden. Ein derartiges Schicksal hatte den Hilton of Cadboll Stone ereilt.

## Einordnung

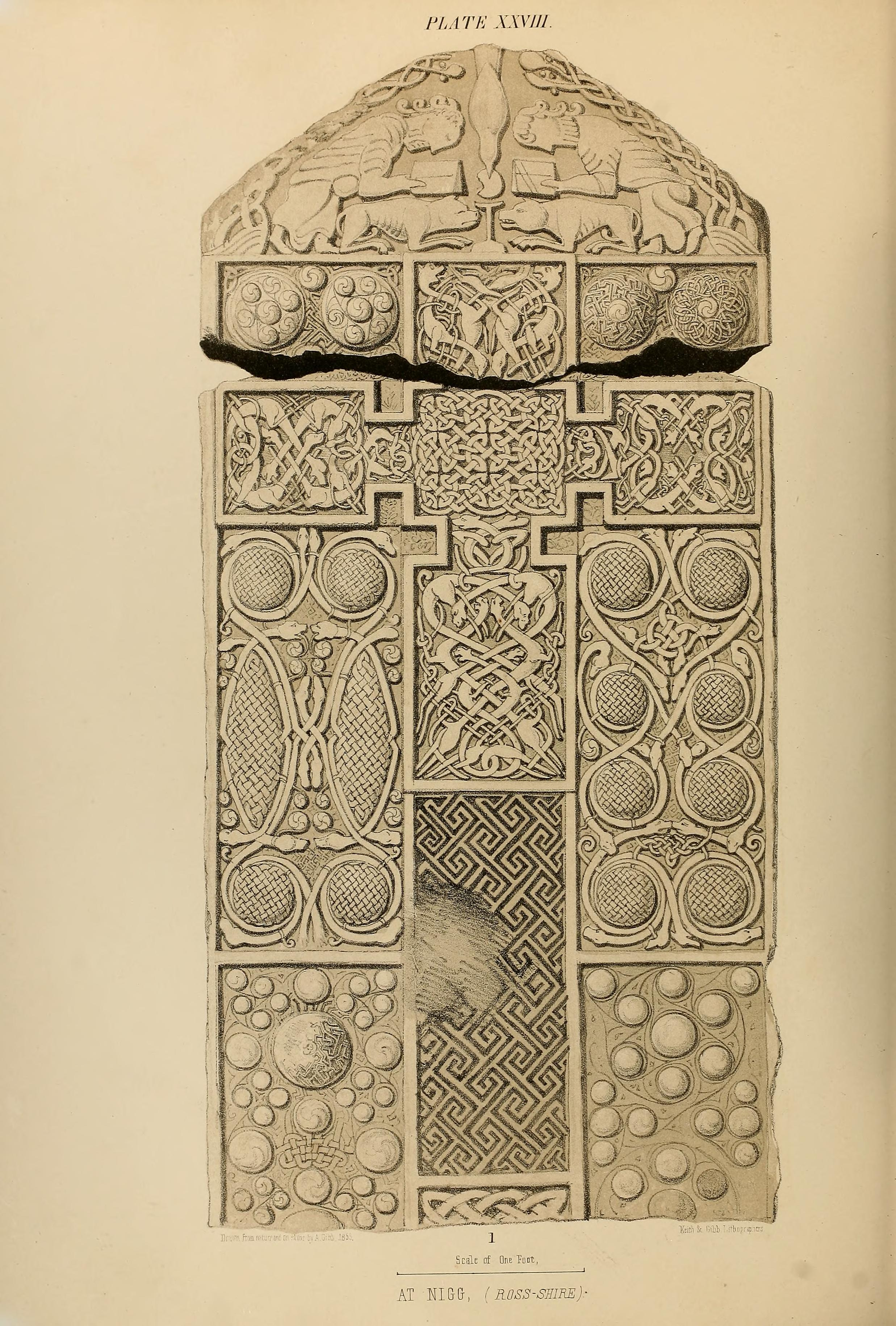
Kreuzseite, Gibb (1856)

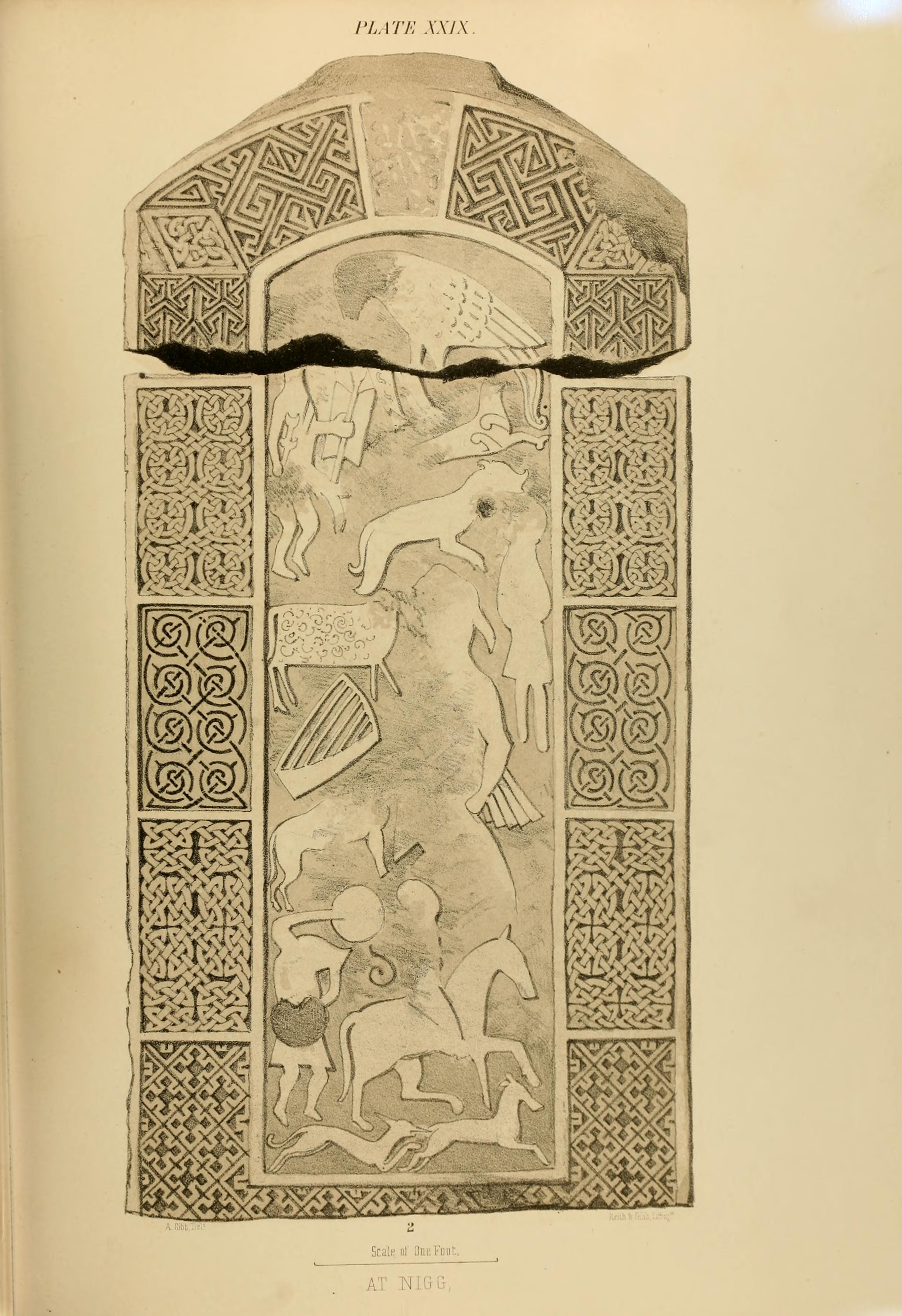
Piktische Seite, Gibb (1856)

Bereits frühe Erklärungsversuche stellten einen Zusammenhang der drei Steine her, vermuteten aber einen skandinavischen Ursprung. Verknüpft mit ihnen war eine Sage, wonach sie die Grabesstellen dreier dänischer Königssöhne markierten, die vor der Küste ertrunken waren. Von Hugh Miller existiert eine entsprechende Schilderung aus dem Jahre 1835. In der Tat hatte es seit dem frühen Mittelalter immer wieder, nicht unbedingt friedliche, Kontakte mit Dänen im engeren Sinne als auch mit Wikingern ganz allgemein gegeben. So berichtet die Orkneyinga saga von einer Schlacht, welche sich im 11. Jahrhundert an Tarbat Ness, der Nordspitze der Halbinsel Tarbat und somit nicht allzu weit von Nigg entfernt, zugetragen und bei der Thorfinn der Mächtige einem schottischen König namens Karl Hundason, möglicherweise ein Spottname für Macbeth, eine empfindliche Niederlage zugefügt habe. Eine vergleichbare Zuweisung erhielten im Übrigen auch die Überreste eines Erdwerkes, ehemals wohl ein Fort mit einem Dun, bei Easter Rarichie, südwestlich von Shandwick, welche bis in die jüngere Zeit, auch auf topographischen Karten, als Danish Fort geführt wurden, tatsächlich wohl aber eher der späten Eisen- und damit der Piktenzeit zuzurechnen sind.
Diese Zuordnungen gelten allesamt als überholt, die Steine gehören eindeutig dem piktischen Kulturkreis an. Auch die in der Sage angeführte Höhle zählt, als vermutlicher Wohnsitz eines piktischen Königs namens Nechtan, hierzu, ist aber möglicherweise noch älter. Weiterhin aber ungeklärt, neben der dargestellten Symbolik, bleibt der Zweck ihrer Existenz. Bisherige Ansätze gingen für diese Monumente generell davon aus, es könnte sich etwa um Markierungen für Heldengräber, Friedhöfe, Eremitagen oder ehemalige Kapellen, um Gedenksteine wichtiger Ereignisse oder um Grenzsetzungen handeln. Unter dem Eindruck der Ergebnisse der jüngsten Ausgrabungen bei Portmahomack besteht auch die Überlegung, es könnte im gesamten Gebiet um das ehemalige Kloster mehrere Portagen gegeben haben, also flache, kurze Landverbindungen zwischen Gewässern, an denen Boote über Land transportiert wurden, um Umwege zu vermeiden oder Gefahrenzonen zu umgehen. In diesem Zusammenhang käme auch eine Funktion der Steine als Markierung für die Seefahrt in Betracht, indem sie etwa einen Landeplatz markierten. Hier gilt es zu auch berücksichtigen, dass zum Zeitpunkt ihrer Entstehung im frühen Mittelalter der Meeresspiegel ein gutes Stück höher lag, die Sichtbarkeit einzelner Plätze dementsprechend eine andere als heute war.